# 江革
江 革（こう かく、生没年不詳）は、後漢の官僚。孝行で知られ、『二十四孝』にも挙げられた。字は次翁。本貫は斉国臨淄県。

## 経歴・逸話
幼くして父を失い、母と二人暮らしした。新末後漢初の争乱のとき、江革は母を背負って避難した、幾度か反乱兵に遭遇したが、江革が母のことを挙げて泣いて哀訴すると、反乱兵も哀れに思って江革から奪うことはなかった。江革は下邳で客住まいしたが、貧窮して裸体裸足の格好となり、雇われ仕事をして母を養った。
建武末年、母とともに郷里に帰った。毎年の県の戸口調査のたびごとに、江革は母が老いて、揺り動かされるのを嫌ったことから、牛馬を用いずに自ら車の長柄を引いて母を運んだ。このため郷里で「江巨孝」と称された。太守はかれを官吏として召し出そうとしたが、江革は母が老齢であることを理由に応じなかった。母が死去すると、自らの身を滅ぼさんばかりに哀哭し、廬の寝床に伏せるようになった。喪が明けても、服喪をやめようとしなかった。郡守が丞掾を派遣して服喪をやめさせ、官吏となるよう説得した。
永平初年、孝廉に察挙されて郎となり、楚国の太僕に任じられた。1月あまりで、自ら官を去った。楚王劉英が属官を派遣して追いかけさせたが、江革は戻ろうとしなかった。さらに劉英は中傅を派遣して贈り物を送ったが、江革は断って受け取らなかった。後に幾たびか三公の召命に応じたが、ほどなく立ち去った。
建初初年、太尉の牟融により賢良方正に挙げられ、2回転任して司空長史となった。章帝の礼遇を受け、五官中郎将に転じた。
朝会のたびに、章帝は虎賁に命じて江革を助けさせ、江革が進拝すると、章帝は目配せした。江革が病のために朝会を欠席すると、章帝は太官に酒食を送らせた。洛陽の貴族である衛尉の馬廖や侍中の竇憲が江革の名を慕って、礼を尽くした手紙を送ったが、江革は返事をしなかった。章帝はこれを聞いてますます江革のことを褒めた。後に江革が上書して引退を願い出ると、諫議大夫に転任した。病を理由に帰郷した。
元和年間、章帝はたびたび斉国の相に江革の動静を訊ねた。江革が死去すると、章帝は穀物1000斛を遺族に与えた。

## 伝記資料
- 『後漢書』巻39 列伝第29